# Hydroporus notabilis
Hydroporus notabilis is een keversoort uit de familie waterroofkevers (Dytiscidae). De wetenschappelijke naam van de soort is voor het eerst geldig gepubliceerd in 1850 door LeConte.